# Profezia (film)
Profezia (Prophecy) è un film horror fantascientifico del 1979 diretto da John Frankenheimer.
Il soggetto è tratto dal romanzo di David Seltzer (autore, alcuni anni prima, del 'best seller' Il presagio tratto a sua volta dall'omonimo film del 1976).

## Trama
Un giovane medico di Washington, Rob Vern, da tempo impegnato sul fronte sociale, viene inviato come paciere in una remota foresta del Maine, dov'è in atto un conflitto tra gli indiani della riserva di Manatee e i gestori di una cartiera che sfrutta il legname del bosco. Gli abitanti del villaggio indiano accusano i titolari del complesso industriale di inquinare le acque del fiume con veleni ignoti e vengono indicati, di rimando, come i responsabili di una serie di misteriose uccisioni che si sono verificate nella foresta a danno di turisti e boscaioli.
Il dottor Vern si reca sul posto portando con sé la giovane moglie Maggie, la quale ancora non ha osato rivelargli di essere incinta, nel timore che il marito non condivida il suo desiderio di maternità. Le indagini del dottore rivelano ben presto che nel trattamento del legname i tecnici della cartiera, con la tacita connivenza delle autorità locali, utilizzano sostanze tossiche. Tra queste, il metilmercurio, capace di stravolgere lo sviluppo genetico delle specie animali che la ingeriscono.
Vern, la moglie e una coppia di giovani indiani che lo hanno assistito nel corso delle indagini, scoprono insomma che nei recessi della foresta vivono creature mostruose, dall'istinto feroce ed assassino, e vengono essi stessi intrappolati da uno di questi mostri in una zona remota del bosco.
Non tutti riusciranno a tornare sani e salvi alla civiltà.
Quando potrebbe finalmente tirare un sospiro di sollievo, il dottor Vern scopre che il suo incubo personale è appena iniziato: anche la sua giovane moglie, che nel corso della permanenza nel Maine ha mangiato del pesce inquinato dal mercurio, potrebbe portare in grembo una creatura deforme come quelle che abitano il bosco.

## Accoglienza
Pellicola realizzata dalla Paramount con un considerevole budget destinato agli effetti speciali (collocato negli anni successivi al planetario successo economico de Lo squalo di Steven Spielberg e molte 'major' non disperavano di bissarne il successo), Profezia deluse le aspettative dei produttori. A fronte di un budget di 12,000,000 di dollari, ne incassò 18,389,000 a livello mondiale.

## Distribuzione
In occasione dell'uscita del dvd negli USA il film è stato ribattezzato Prophecy, the Monster Movie per distinguerlo dall'omonimo La profezia di qualche anno successivo, pellicola fantasy-horror interpretata da Christopher Walken.

## Colonna sonora
L'avanguardistica partitura sinfonica che commenta il film è opera del musicista Leonard Rosenman, uno dei pochi autori di musica per cinema che abbia sperimentato le tecniche della musica dodecafonica nelle colonne sonore di film hollywoodiani (sue sono anche le musiche, tra gli altri, di Gioventù bruciata e La valle dell'Eden). Nell'organico orchestrale viene utilizzato anche un rarissimo strumento elettronico denominato blaster beam ed inventato dal musicista statunitense Craig Huxley, caratterizzato da un suono aspro ed esplosivo, che Rosenman associa agli attacchi della mostruosa creatura.
La prima edizione discografica della partitura, proposta in versione integrale e nel rigoroso ordine in cui si ascolta nel film, è stata realizzata nel febbraio 2010 dall'etichetta specializzata Film Score Monthly, in un CD a tiratura limitata, in cui la musica viene proposta in suono stereofonico e rimasterizzato. Il cd comprende 20 brani, per la durata complessiva di 43 minuti.